# Лансак (Верхние Пиренеи)
Ланса́к (фр. Lansac, окс. Lançac) — коммуна во Франции, находится в регионе Юг — Пиренеи. Департамент — Верхние Пиренеи. Входит в состав кантона Пуйастрюк. Округ коммуны — Тарб.
Код INSEE коммуны — 65259.

## География

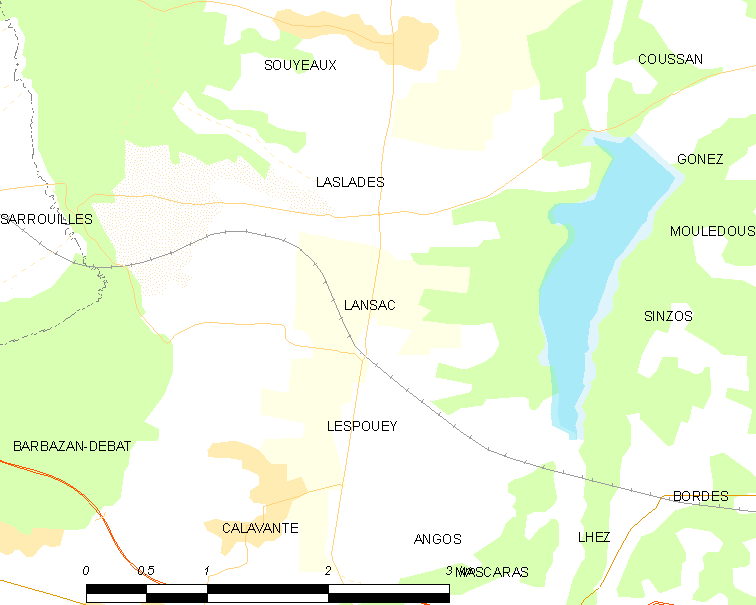
Карта коммуны

Коммуна расположена приблизительно в 650 км к югу от Парижа, в 115 км западнее Тулузы, в 8 км к востоку от Тарба.
Коммуна расположена в местности Бигорр. На востоке коммуны протекает река Аррет-Дарре.

## Климат
Климат умеренно-океанический с солнечной тёплой погодой и обильными осадками на протяжении практически всего года.

## Население
Население коммуны на 2010 год составляло 150 человек.
| 1962 | 1968 | 1975 | 1982 | 1990 | 1999 | 2010 |
| ---- | ---- | ---- | ---- | ---- | ---- | ---- |
| 96   | 92   | 100  | 125  | 147  | 149  | 150  |

## Администрация
| Период | Период | Фамилия          | Партия | Примечания |
| ------ | ------ | ---------------- | ------ | ---------- |
| 1983   | 2020   | Габриэль Маркери |        |            |

## Экономика
В 2010 году среди 103 человек трудоспособного возраста (15-64 лет) 77 были экономически активными, 26 — неактивными (показатель активности — 74,8 %, в 1999 году было 74,5 %). Из 77 активных жителей работали 72 человека (37 мужчин и 35 женщин), безработных было 5 (2 мужчин и 3 женщины). Среди 26 неактивных 10 человек были учениками или студентами, 13 — пенсионерами, 3 были неактивными по другим причинам.